# Friedhof Kleinzschocher

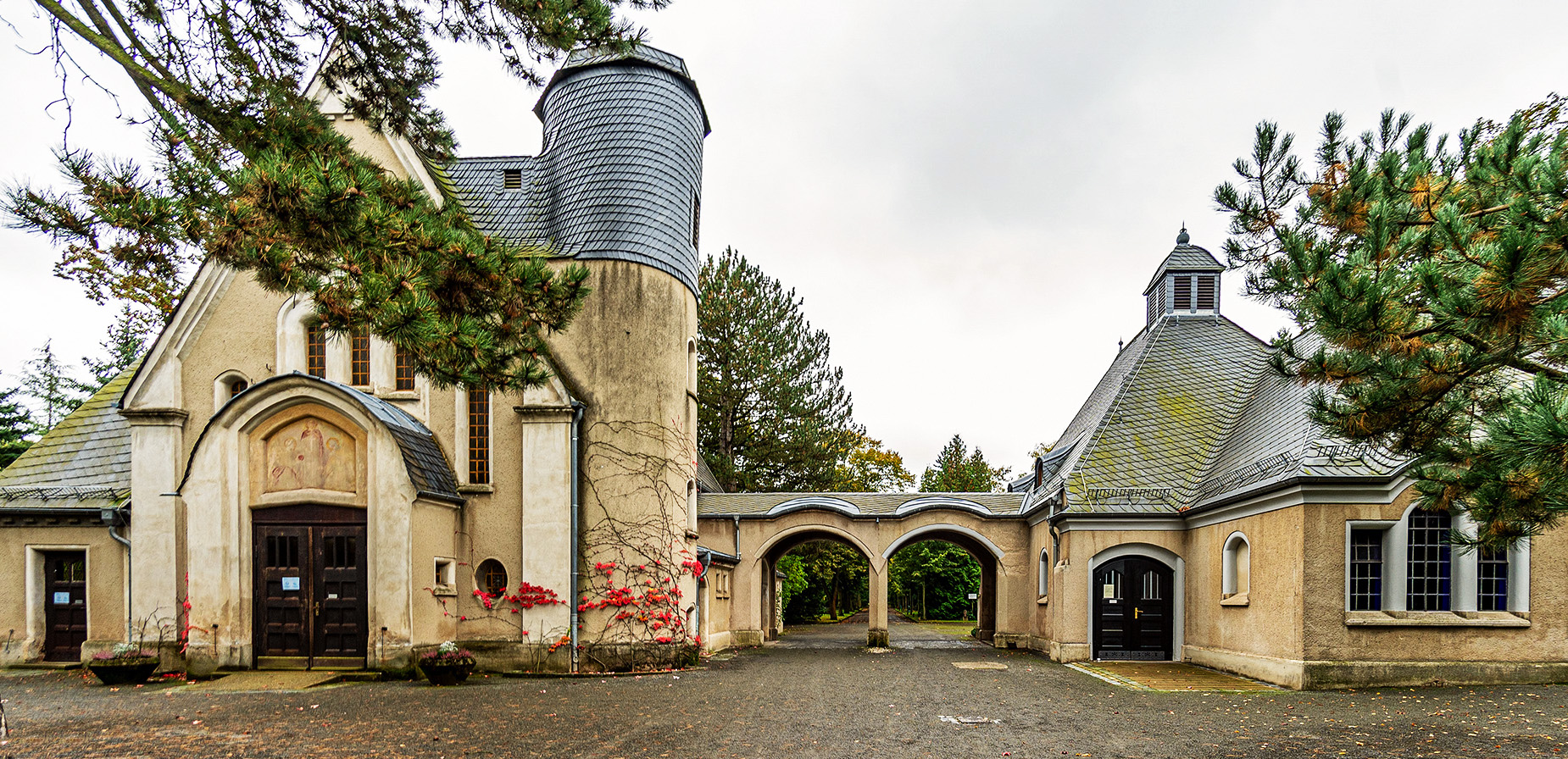
Trauerhalle (links) und Kolumbarium (2021)

Der Friedhof Kleinzschocher ist ein städtischer Friedhof im gleichnamigen Leipziger Stadtteil. Er steht unter Denkmalschutz.

## Lage und Gestalt
Der Friedhof liegt an der Schwartzestraße 33. Er wird ferner begrenzt durch die Rückseite der Grundstücke an der Eythraer Straße, die Kurt-Kresse-Straße und das Gelände der Bahnstrecke Leipzig–Probstzella. Die Fläche des Friedhofs beträgt 7,0 Hektar, und er bietet Platz für etwa 15.000 Grabstellen in 37 Abteilungen. Außer dem Haupteingang in der Schwartzestraße gibt es noch einen Zugang in der Kurt-Kresse-Straße.

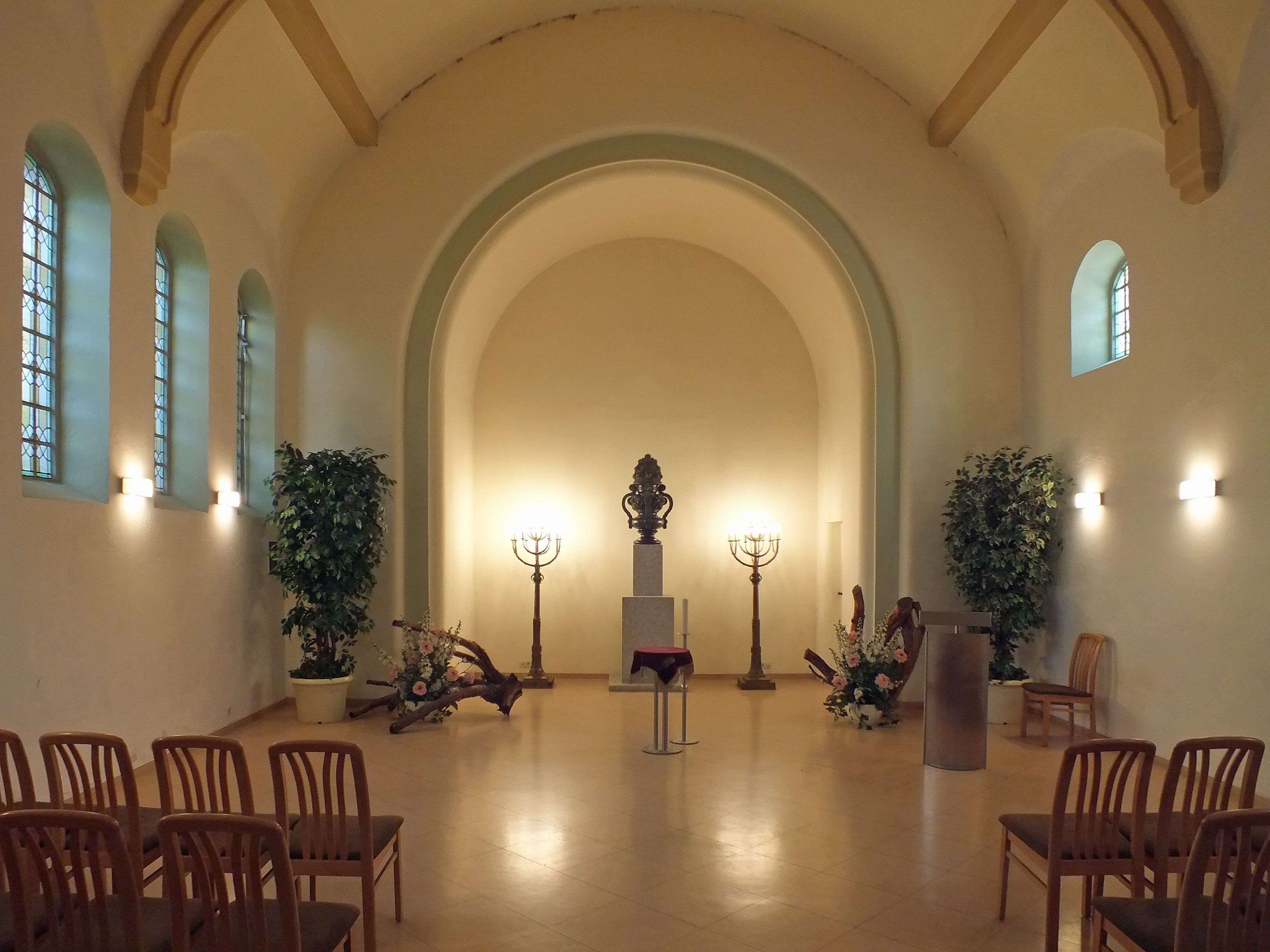
Trauerhalle (2023)
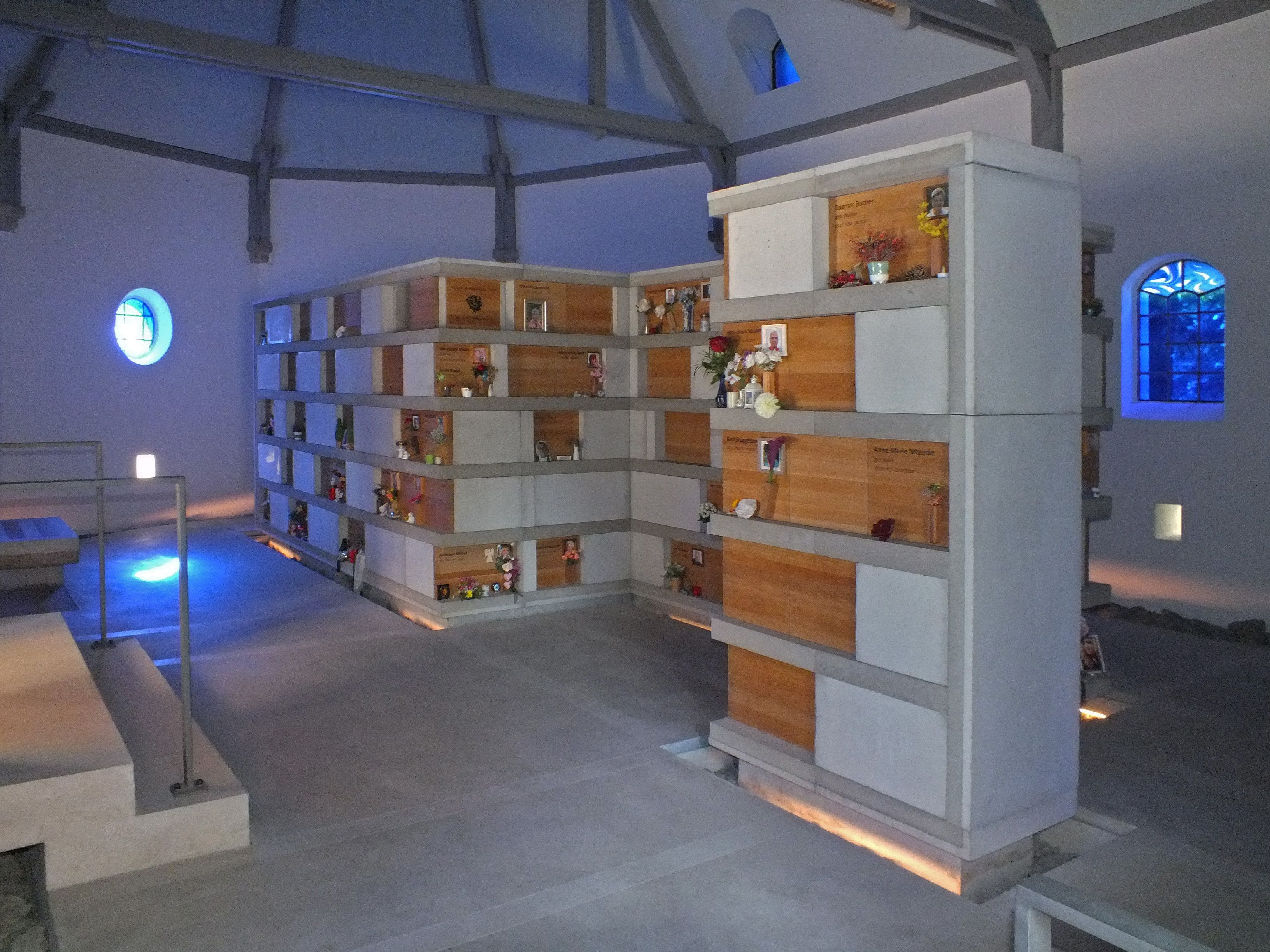
Kolumbarium (2023)

Vom Haupteingang, neben dem sich die Verwaltung und der Blumenverkauf befinden, führt eine Lindenallee zur Trauerhalle und dem Kolumbarium in der Mitte des Friedhofs. Die schiefergedeckte Trauerhalle mit einem Turm vermittelt einen romantischen Eindruck. Sie bietet 46 Sitz- und circa 50 Stehplätze und besitzt ein Harmonium.
Ein zweibogiger Arkadengang führt zum Kolumbarium in der ehemaligen Leichenhalle. Die Urnen werden in einer Urnenwand gelagert, die aus Betonsteinen aufgebaut ist, die so versetzt sind, dass einzelne Nischen auf beiden Seiten entstehen. Die Grabplatten bestehen aus geschliffenem Eichenholz. Der Raum ist durch verschiedene Materialien und die Lichtgestaltung so ausgelegt, dass symbolisch die vier Elemente Erde, Wasser, Luft und Feuer vertreten sind.
Der Friedhof weist einen reichen Baumbestand verschiedener Arten und zum Teil hohen Alters auf. Im südlichen Teil wird durch einen großen Granitfindling mit der Aufschrift „Sie starben für uns“ 44 nicht mehr bekannter Soldaten aus dem Zweiten Weltkrieg gedacht, die im Krankenhaus St. Georg ihren Verwundungen erlagen und in der Nähe des Steins begraben sind.

## Geschichte
Der erste Friedhof der Gemeinde Kleinzschocher befand sich hinter der alten Dorfkirche, dort, wo heute die Taborkirche steht. Bereits 1835 wurde wegen Platzmangels begonnen, einen zweiten Friedhof anzulegen, etwa 200 Meter westlich und nördlich der Schwartzestraße zwischen Dieskau- und Luckaer Straße (heutige Straßenbezeichnungen).
1891 begann auf Initiative des kleinzschocherschen Pfarrers Gottfried Christian Lohse (1854–1908), dessen Grab noch erhalzen ist, die Anlage des dritten Friedhofs an der heutigen Stelle mit sukzessiver Vergrößerung in den Folgejahren. Die erste Beerdigung fand 1892 statt. Anfang des 20. Jahrhunderts wurde die Kapellenanlage nach Plänen des Baumeisters und Architekten Richard Lucht errichtet. Der zweite kleinzschochersche Friedhof an der Schwartzestraße wurde von 1928 bis 1930 zu einer Grünanlage, dem Schwartzeplatz, umgenutzt.
1912 beklagten Einwohner den Zustand des Friedhofes, worauf die Stadt Leipzig die Bewirtschaftung durch das Stadtgartenamt übernahm. Der Stadtgartendirektor Nikolaus Molzen (1881–1954) setzte sich zwischen 1924 und 1931 dafür ein, den Friedhof im Stil des Art déco umzugestalten, was insbesondere die Anlage von mäanderförmig verlaufenden Hecken zum Inhalt hatte. Die Pläne wurden aber nur teilweise verwirklicht.  Einige der Mäanderhecken wurden in den letzten Jahren wieder hergestellt. Nach 1990 wurde die Kapellenanlage restauriert und 2017 das Kolumbarium eröffnet.
Im Jahr 2000 wurde symmetrisch zum Kriegstotendenkmal auf der anderen Seite der Mittelachse im Rahmen der allgemeinen Gestaltung des Friedhofs eine Steinsäule errichtet, die an die Beziehung Kleinzschochers zu Bachs Bauernkantate als ihrem Uraufführungsort mit einem Textzitat aus der Kantate erinnert.

Impressionen
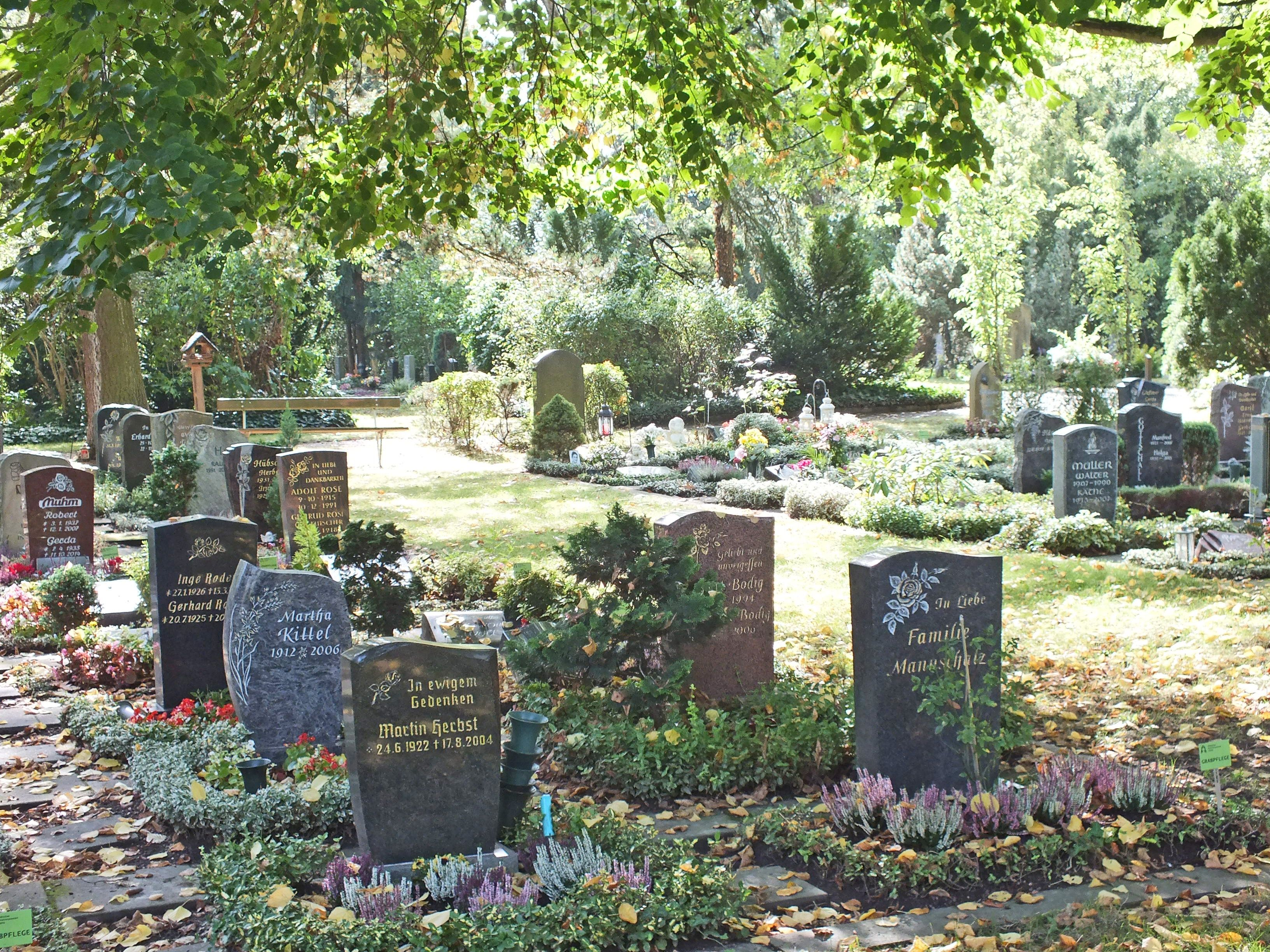
Gräberfeld
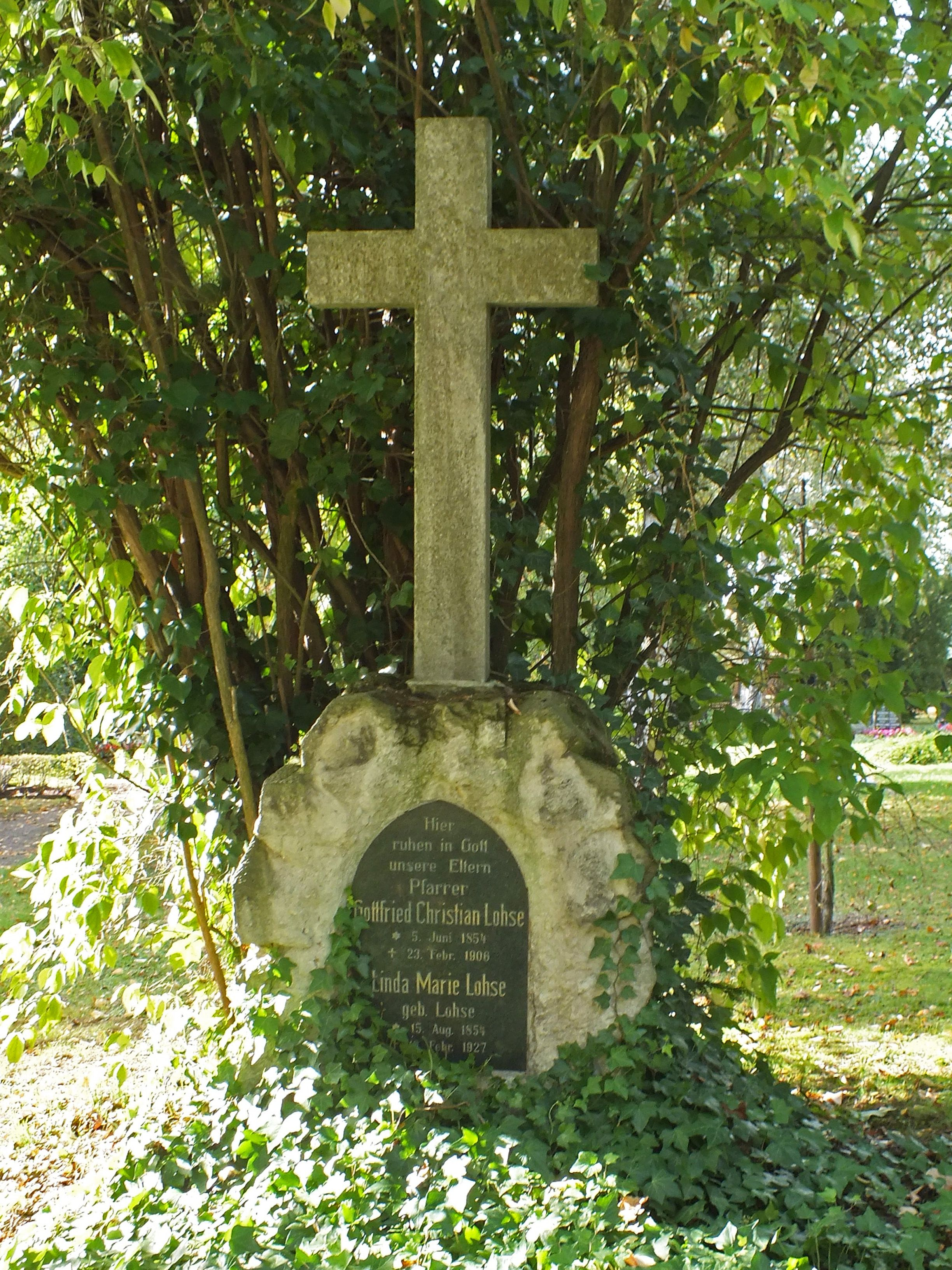
Grab des Friedhofgründers Pfarrer G. C. Lohse
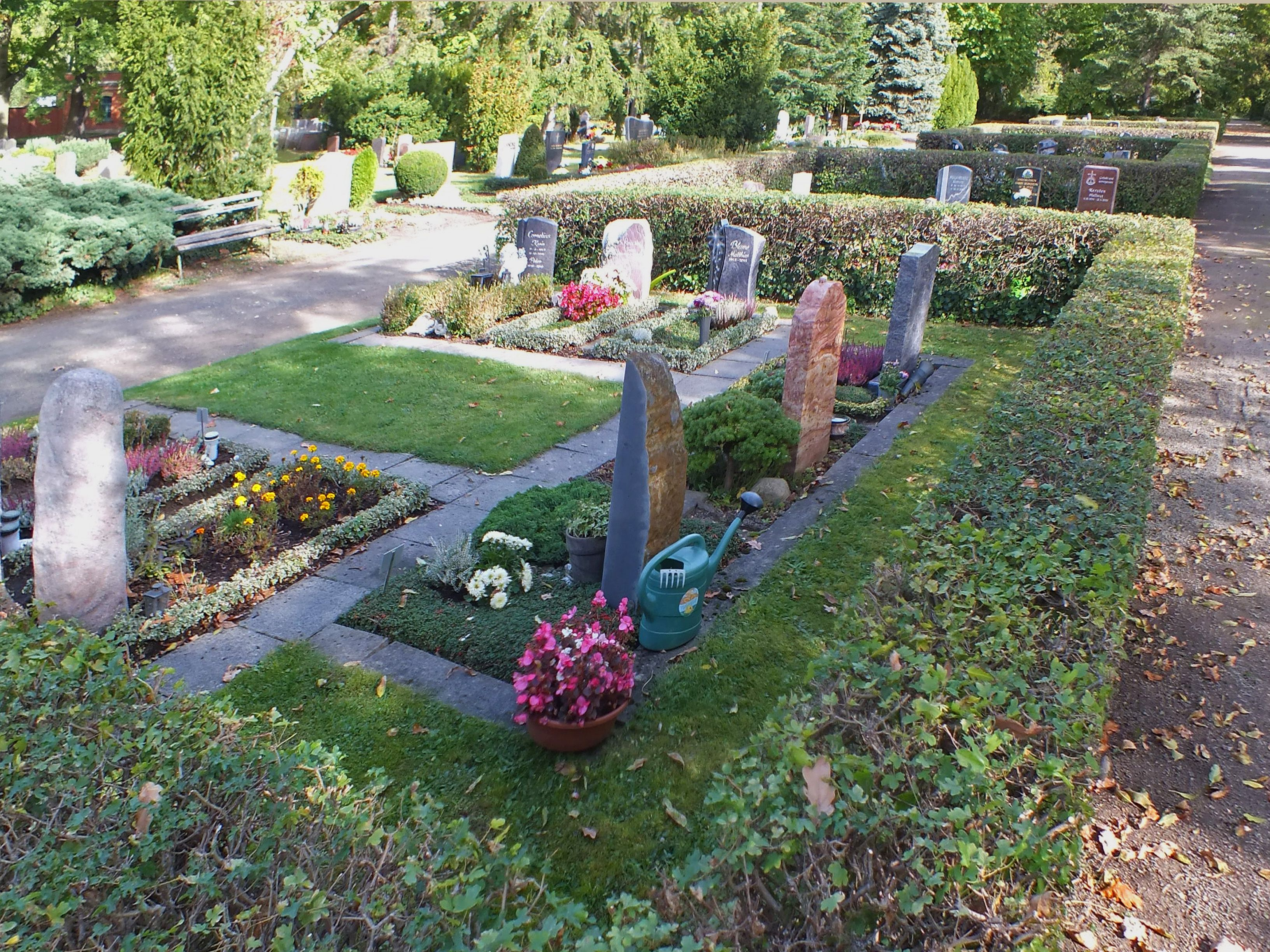
Mäanderförmige Hecken
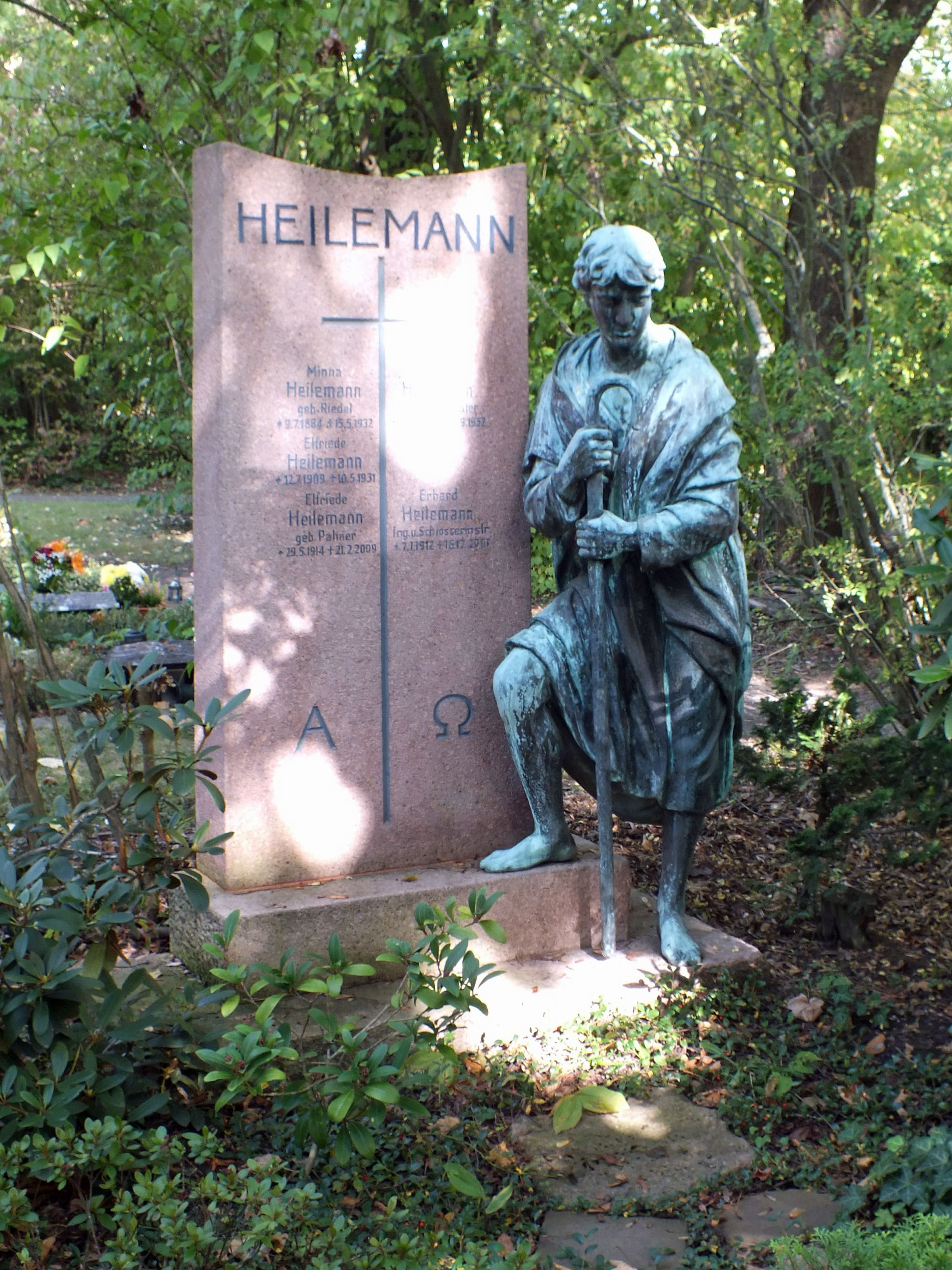
Grabskulptur
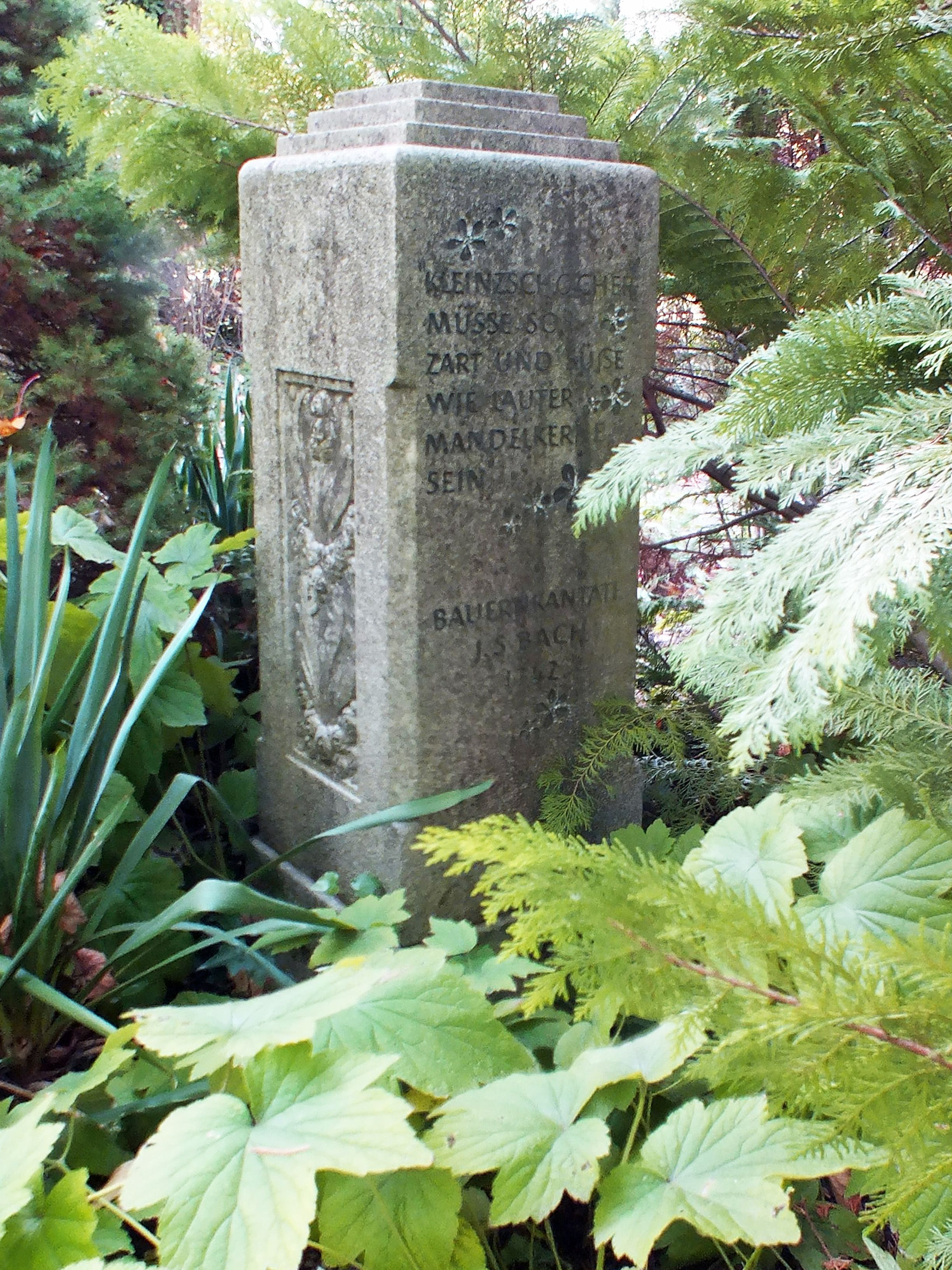
Steinsäule zur Bauerkantate